# Le Voyage à Paris
Pour plus de détails, voir Fiche technique et Distribution.
Le Voyage à Paris est un film français réalisé par Marc-Henri Dufresne, sorti en 1999.

## Synopsis
Un employé de péage va faire un tour dans la capitale française.

## Fiche technique
- Titre français : Le Voyage à Paris
- Réalisation : Marc-Henri Dufresne
- Scénario : Marc-Henri Dufresne et François Morel
- Photographie : Matthieu Poirot-Delpech
- Musique : Philippe Eidel
- Production : Bertrand Faivre
- Sociétés de production :  Alhena Films,  Artémis Productions, Canal+, Lazennec Films, Radio-télévision belge de la Communauté française (RTBF) et TF1 Films Production
- Société de distribution : Mars Distribution
- Pays d'origine :  France
- Format : couleur
- Genre : comédie
- Date de sortie : 1999

## Distribution
- Olivier Broche : Daniel Dubosc
- François Morel : Jacques Dubosc
- Micheline Presle : Madame Dubosc
- Marina Tomé : Françoise Dubosc
- Valentin Morel : Alexis Dubosc
- Natalia Dontcheva : Natalia
- Olivier Gourmet : Tarzan
- Yolande Moreau : La boulangère
- Hubert Deschamps : Le vendeur de chaussures
- Lionel Abelanski : Le voyageur illuminé
- Florence Muller
- Guilaine Londez : La standardiste
- Samir Guesmi : Le chauffeur de taxi
- Fedele Papalia
- Valérie Benguigui : La secrétaire de la fourrière
- Jean-Pierre Becker
- Francis Lax : L'inspecteur auto-école
- Michèle Garcia
- Noam Morgensztern
- Frédéric Saurel
- Jean-François Fagour
- Jean-Paul Bonnaire : Le préposé admission HP
- Paulette Frantz
- Gérard Jumel